# 聖雅納略
聖雅納略（Januarius，義大利語：San Gennaro），又譯為聖亞努阿里烏斯、聖熱內羅、聖佳年，那不勒斯主教，是四世紀時的天主教殉道者，同為羅馬天主教會和東方正教會尊為聖人。儘管幾乎沒有同時代的文獻記錄他的生平，其後的文獻和聖人傳敘述他死於305年結束的戴克里先迫害中。
聖雅納略是那不勒斯的主保聖人，聖人的血液至今存放在那不勒斯主教座堂的一個玻璃瓶中，每年三個特別紀念日（5月第一個星期六、9月19日聖人紀念日、12月16日）信眾們都會聚集在教堂中見證聖雅納略的聖血奇蹟。

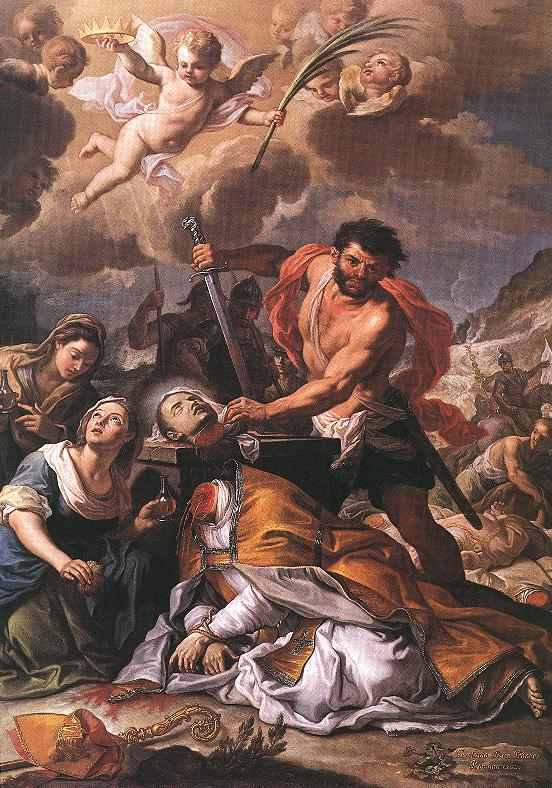
聖雅納略殉道

## 外部連結
- Museum of the Treasure of San Gennaro
- CICAP: "The Blood of St. Januarius"
- San Gennaro
- New York's Feast of San Gennaro
- The Blood Still Boils by Doug Skinner, Fate, July 2006
- The Skeptic's Dictionary entry on Januarius （页面存档备份，存于）